# An Thạnh, Cần Thơ
An Thạnh là một xã thuộc thành phố Cần Thơ, Việt Nam.

## Địa lý
Xã An Thạnh 1 nằm ở phía tây bắc huyện Cù Lao Dung, có vị trí địa lý:
- Phía đông và phía bắc giáp tỉnh Trà Vinh
- Phía tây giáp huyện Long Phú
- Phía nam giáp xã An Thạnh Tây.

Xã An Thạnh 1 có diện tích 29,81 km², dân số năm 2022 là 10.589 người, mật độ dân số đạt 355 người/km².
Trên địa bàn xã có quốc lộ 60 đi qua.

## Hành chính
Xã An Thạnh 1 được chia thành 3 ấp: An Thường, An Trung, An Trung A.

## Lịch sử
Ngày 11 tháng 1 năm 2002, Chính phủ ban hành Nghị định số 04/2002/NĐ-CP. Theo đó:
- Chuyển xã An Thạnh 1 thuộc huyện Long Phú về huyện Cù Lao Dung mới thành lập quản lý
- Thành lập xã An Thạnh Tây trên cơ sở 1.759,55 ha diện tích tự nhiên và 4.620 người của xã An Thạnh 1.

Sau khi điều chỉnh địa giới hành chính, xã An Thạnh 1 còn lại 3.073,05 ha diện tích tự nhiên và 8.576 người.
Ngày 4 tháng 10 năm 2016, Thủ tướng Chính phủ ban hành Quyết định số 1900/QĐ-TTg về việc công nhận xã An Thạnh 1 là xã đảo.